# 腓特烈四世 (索倫伯爵)
腓特烈四世（德語：Friedrich IV. von Zollern，约1188年—约1255年），索倫伯爵，紐倫堡伯爵腓特烈一世的次子，霍亨索倫家族士瓦本系的始祖。
腓特烈原本被父親指定為紐倫堡的繼承人，但1218年他與哥哥康拉德一世將領地重新分配：康拉德繼承紐倫堡，腓特烈則繼承索倫伯國。腓特烈四世於1255年左右去世，其子腓特烈五世繼位為索倫伯爵。